# Richard Scheringer
Richard Scheringer (Aquisgrana, 13 settembre 1904 – Amburgo, 9 maggio 1986) è stato un politico e militare tedesco, ufficiale della Reichswehr e membro del partito nazionalsocialista, poi di quello comunista.

## Biografia
Scheringer era il figlio dell'ufficiale dell'esercito prussiano Ernst Scheringer, che morì nel 1915, nel corso della prima guerra mondiale.
Frequentò la scuola elementare a Rastatt e il liceo a Coblenza. Tra il 1922 e il 1923 Scheringer si schierò contro l'occupazione della Renania e i separatisti renani. Andò a Berlino e nel 1924 superò l'esame di maturità a Zehlendorf.

### Vita privata
Scheringer aveva ottimi rapporti con lo scrittore Ernst Jünger, al quale invano chiese nel 1983 di partecipare alle manifestazioni contro la doppia risoluzione della NATO. Al funerale di Scheringer, Jünger fece depositare una ghirlanda con la dedica "Al vecchio amico".

## Carriera

### Studi e partito nazista
Il 1º aprile 1924 entrò a far parte dei 5º reggimento di artiglieria della Reichswehr a Ulma e l'anno successivo superò l'esame del Fahnenjunker, mentre nel 1927 superò quello di ufficiale presso la scuola di artiglieria di Jüterbog. Il 1º febbraio 1928 fu promosso al grado di tenente del suo reggimento. Scheringer iniziò a frequentare circoli di estrema destra e a sostenere i nazionalsocialisti. Insieme ai suoi due compagni di reggimento Hanns Ludin e Hans Friedrich Wendt nell'ottobre 1930 venne condannato a 18 mesi di prigionia, che scontò nella fortezza di Gollnow, nell'ambito di un "processo contro una formazione di cellule naziste".

### Prigionia e KPD
Dopo aver parlato con dei comunisti, anche loro lì imprigionati, il 18 marzo 1931 Scheringer voltò le spalle al nazionalsocialismo e si unì al KPD. "Come soldato, mi unisco al fronte del proletariato", disse in una dichiarazione, che il deputato Hans Kippenberger il 19 marzo 1931 lesse al Reichstag. Pochi mesi dopo, Scheringer fu accusato di "alto tradimento" e per questo condannato dalla corte imperiale a due anni e mezzo di reclusione. Dopo questa sentenza nacquero dei comitati che chiedevano l'amnistia di Scheringer. Nell'aprile 1932 fu nuovamente condannato a due anni e mezzo di reclusione dal Reichsgericht, a causa delle sue attività nel KPD. Scheringer scontò la prima prigionia nel centro di detenzione della fortezza di Groß-Strelitz, a partire dal 22 febbraio 1933 a Bielefeld, però non sconto la seconda perché ricevette la grazia del presidente Paul von Hindenburg; quest'azione venne influenzata dall'amico Ludin, nel frattempo leader delle SA e dal colonnello della Reichswehr Walter von Reichenau.

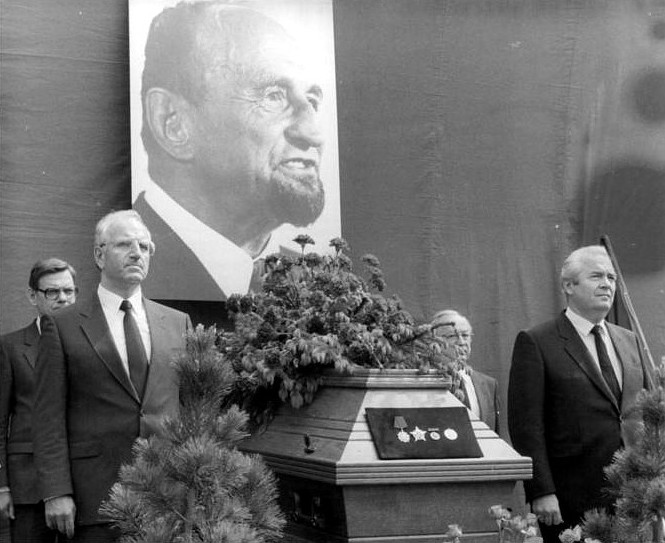
Servizio funebre a Ingolstadt per Scheringer. Nella foto sono presenti alcuni membri del Partito Socialista Unificato di Germania: Werner Jarowinsky (davanti a sinistra), Ewald Moldt (davanti a destra) e Gunter Rettner (dietro a sinistra)

### Rilascio e seconda guerra mondiale
Dopo il suo rilascio, avvenuto nel 1933, Scheringer si trasferì a Kösching, vicino a Ingolstadt e l'anno successivo sposò Marianne, con cui ebbe 11 figli.
Dal 1940 al 1941 Richard prestò servizio in Francia e sul fronte orientale, come ufficiale della 78ª divisione di fanteria, poi fu posto in congedo temporaneo. Dall'autunno 1944 fino al settembre 1945 fu di nuovo al fronte.

### Dopo la guerra e morte
Scheringer militò nel KPD, fino a quando quest'ultimo non venne bandito, nel 1956 e poi dichiarato illegale nel 1968.
Fu Segretario di Stato presso il Ministero dell'Agricoltura bavarese da novembre a dicembre 1945, mentre dal luglio al novembre 1946 fu membro del Landtag bavarese. Qui fu anche presidente del gruppo parlamentare del KPD.
Nel 1952 lavorò al "Programma per la riunificazione nazionale della Germania" del KPD, per questo la Corte federale di giustizia lo condannò alla perdita dei diritti civili per un periodo di cinque anni e a due anni di prigione. Scheringer però non scontò la pena a causa di una malattia.
Dal 1972 al 1982 fu membro del consiglio locale del DKP a Kösching e membro del comitato esecutivo del DKP fino alla sua morte, che avvenne nel 1986 ad Amburgo, dove si trovava in occasione del congresso del DKP.

## Filmografia
- Der Leutnant von Ulm, regia di Karl Gass - film TV (1979)

## Opere
- Aufbruch: Kampfblatt im Sinne des Leutnant a. D. Scheringer. Zeitschrift für Wehrfragen, Kriegsprobleme und Kampf gegen den Faschismus, Berlin 1931–33 (Zeitschrift, erschien in zwölf Ausgaben)
- Das große Los, mit einem Vorwort von Ernst von Salomon, Rowohlt, Amburgo, 1959
- Das große Los. Unter Soldaten, Bauern und Rebellen (Vom Autor [für die DDR] bearbeitete Ausgabe), Aufbau-Verlag, Berlino, 1961
- Wer melkt wen?  Bauern und Industriegesellschaft, Röderberg Verlag, Francoforte sul Meno, 1964
- Grüner Baum auf rotem Grund.  Damnitz-Verlag im Verlag Plambeck, Monaco, 1983, ISBN 3-88501-032-1.
- Chaos und Maß. Gedanken eines politischen Menschen an der Zeitwende.3-k-Verlag, Kösching, 1989, ISBN 3-924940-25-8.
- Aufbruch: Kampfblatt im Sinne des Leutnant a.D. Scheringer. Dokumentation einer Zeitschrift zwischen den Fronten, mit Vorworten von Peter Steinbach und Susanne Römer und Kommentar von Hans Coppi, Fölbach, Koblenz, 2001, ISBN 3-923532-70-9, (Vollständiger Nachdruck des Aufbruch)